# 船内における食料の支給を行う者に関する省令
船内における食料の支給を行う者に関する省令（せんぱくにおけるしょくりょうのしきゅうをおこなうものにかんするしょうれい、昭和50年3月19日運輸省令第7号）は、1975年（昭和50年）3月19日に、日本国の船員法に基づき運輸省令第7号として公布された省令である。船舶料理士の資格を規定している。制定当時の題名は、船舶料理士に関する省令（せんぱくりょうりしにかんするしょうれい）であったが、平成25年2月28日国土交通省令第8号による改正で現行の題名となった。最終改正は、令和元年11月25日国土交通省令第44号。